# Glaucostola
Glaucostola is een geslacht van vlinders van de familie spinneruilen (Erebidae), uit de onderfamilie Arctiinae.

## Soorten
- G. binotata Schaus, 1905
- G. flavida Schaus, 1905
- G. guttipalpis Walker, 1856
- G. maroniensis Joicey & Talbot, 1918
- G. metaxantha Schaus, 1905
- G. simulans de Toulgoët, 1987
- G. underwoodi Rothschild, 1910